# Musculus tensor fasciae latae
De  musculus tensor fasciae latae of de spanner van peesblad van bovenbeen behoort tot de dorsale heupspieren.
De spier drukt de kop van het dijbeen, caput femoris, tegen de heupkom. Verder is hij een buiger, abductor (zie abductie ) en binnenwaartsdraaier en ondersteunt hij de voorste bundels van de musculi glutaei medius et minimus. Zie musculus gluteus maximus, musculus gluteus medius en musculus gluteus minimus.
Functie: Spanner van het peesblad van het bovenbeen.
Oorsprong: origo Ontspringt in het gebied van de spina iliaca anterior superior.
Aanhechting: insertie Gaat onder de trochanter major over in de tractus iliotibialis. Deze is bevestigd aan de condylus lateralis tibiae.
Innervatie: nervus gluteus superior L4-S1